# Chalarostylis elegans
Chalarostylis elegans is een zeekommasoort uit de familie van de Lampropidae. De wetenschappelijke naam van de soort is voor het eerst geldig gepubliceerd in 1879 door Norman.